# Nati per rappare vol. 2
Nati per rappare vol. 2 è una compilation di rap italiano pubblicata nel 1995 dall'etichetta Flying Records, seguito di Nati per rappare.

## Tracce
1. Articolo 31 - Io, Zak e la tromba - 3:51
2. R.C.P. - E sai cosa bevi - 5:02
3. Piombo a tempo - I Don't Need Your Gadget - 5:18
4. Sottotono - Ciaomiaobau RMX - 5:06
5. Colle der Fomento - Non ci sto - 5:06
6. The Next Diffusion - Do The Next Dance - 4:33
7. Radical Stuff - Get Down - 3:28
8. Alta Tensione - No tu no - 4:22
9. Sangue Misto - Cani sciolti RMX - 6:11
10. Zero Assoluto - In due per uno zero - 4:01
11. S.N.G. - Grasso è bello - 4:18
12. Ice One - Funkadelico - 5:16
13. Rap Up Graff - Papa nero - 4:09